# Neuseeländische Cricket-Nationalmannschaft in England in der Saison 1983
Die Tour der neuseeländischen Cricket-Nationalmannschaft nach England in der Saison 1983 fand vom 14. Juli bis zum 29. August 1983 statt. Die internationale Cricket-Tour war Bestandteil der Internationalen Cricket-Saison 1983 und umfasste vier Tests. England gewann die Serie 3–1.

## Vorgeschichte
Für beide Teams war es die erste Tour der Saison.
Das letzte Aufeinandertreffen der beiden Mannschaften bei einer Tour fand in der Saison 1978 in England statt.

## Stadien
Die folgenden Stadien wurden für die Tour als Austragungsort vorgesehen.
| Stadion               | Stadt      | Kapazität | Spiele  |
| --------------------- | ---------- | --------- | ------- |
| Headingley Stadium    | Leeds      | 17.000    | 2. Test |
| The Oval              | London     | 23.500    | 1. Test |
| Lord’s Cricket Ground | London     | 30.000    | 3. Test |
| Trent Bridge          | Nottingham | 15.350    | 4. Test |

## Kaderlisten
| Test | Test |
| England | Neuseeland |
| --- | --- |
| - Ian Botham - Nick Cook - Norman Cowans - Graham Dilley - Phil Edmonds - Neil Foster - Graeme Fowler - Mike Gatting - David Gower - Allan Lamb - Vic Marks - Derek Randall - Chris Smith - Chris Tavaré - Paul Taylor - Bob Willis | - John Bracewell - Chris Cairns - Ewen Chatfield - Jeremy Coney - Jeff Crowe - Martin Crowe - Bruce Edgar - Trevor Franklin - Evan Gray - Richard Hadlee - Geoff Howarth - Warren Lees - Ian Smith - Martin Snedden - John Wright |

## Tests

### Erster Test in London
| 14. – 18. Juli Scorecard | London (Oval) | England 209 (70.4) & 446-6d (189.2) | – | Neuseeland 196 (57) & 270 (110.1) |
|                          |               | England gewinnt mit 189 Runs        |   |                                   |

### Zweiter Test in Leeds
| 28. Juli – 1. August Scorecard | Leeds | England 225 (89.2) & 252 (87)    | – | Neuseeland 377 (139.3) & 103-5 (27.1) |
|                                |       | Neuseeland gewinnt mit 5 Wickets |   |                                       |

### Dritter Test in London
| 11. – 15. August Scorecard | London (Lord’s) | England 326 (120.3) & 211 (89.3) | – | Neuseeland 191 (84.4) & 219 (69.2) |
|                            |                 | England gewinnt mit 127 Runs     |   |                                    |

### Vierter Test in Nottingham
| 25. – 29. August Scorecard | Nottingham | England 420 (123.4) & 297 (92) | – | Neuseeland 207 (82) & 345 (129) |
|                            |            | England gewinnt mit 165 Runs   |   |                                 |